# Lepidocyrtus olena
Lepidocyrtus olena är en urinsektsart som beskrevs av Christiansen och Bellinger 1992. Lepidocyrtus olena ingår i släktet Lepidocyrtus och familjen brokhoppstjärtar. Inga underarter finns listade i Catalogue of Life.